# Lids distrikt
Lids distrikt är ett distrikt i Nyköpings kommun och Södermanlands län. 
Distriktet ligger norr om Nyköping. 

## Tidigare administrativ tillhörighet
Distriktet inrättades 2016 och utgörs av socknen Lid i Nyköpings kommun.
Området motsvarar den omfattning Lids församling hade vid årsskiftet 1999/2000.